# مايكل شوارتز
مايكل ستيفن شوارتز (بالإنجليزية: Michael Stephen Schwartz)‏ هو جاسوس أمريكي يعمل لصالح السعودية،
 وهو أيضا مقدم سابق في القوات البحرية الأمريكية، وشارك في حرب الخليج الثانية. كان مايكل شوارتز ضمن بعثة الضباط المسؤولين عن مهمة تدريب أفراد في القوات العسكرية السعودية في الرياض. وفي نوفمبر 1992 حتى سبتمبر 1994، كان مايكل شوارتز يسرب ملفات سرية عن برامج الدفاع القومي الأمريكي، وتقارير وكالة المخابرات المركزية، وملخصات الاستخبارات التكتيكية، لضباط في الاستخبارات العامة السعودية، وزعمت أحد الصحف الإسرائيلية أن مايكل شوارتز سرب معلومات حساسة عن إسرائيل. وفي مايو 1995، تم القبض عليه واتهامه بأربع تهم تخص التجسس، والتخابر، وتسريب المعلومات الحساسة لدولة أجنبية، وخمس تهم تخص إحضار مواد السرية إلى مقر إقامته، ومخالفة القوانين العسكرية والفدرالية. وفي نوفمبر 1995، وافق مايكل شوارتز على صفقة من الحكومة الأمريكية ليتنازل عن رتبته العسكرية ليتجنب السجن. وصرح محمد الخليوي الدبلوماسي المعارض للسعودية بأن مايكل شوارتز لم يقضي يوم واحد في السجن.

## ردود الفعل

### اليهود
حدث غضب عارم في الكنيست بعد قضية التجسس لصالح السعودية، وصرح مسؤولين في إسرائيل أن الولايات المتحدة لم تتعامل مع السعودية كما تعاملت مع إسرائيل في قضية جوناثان بولارد. حيث غضبت الولايات المتحدة ووبخت إسرائيل، وقامت بسجن جوناثان بولارد مدى الحياة، أما قضية مايكل شوارتز فلم تغضب أو توبخ السعودية، وحتى مايكل شوارتز لم يدخل السجن أو يحاكم. وحاول بعض المسؤولين في إسرائيل ربط التعامل الأمريكي المختلف بين القضيتين بمعاداة السامية لأن جوناثان بولارد يعتنق اليهودية. وصرحت منظمة قدامى المحاربين اليهود بأن جوناثان بولارد ومايكل شوارتز كليهما يعملان في البحرية، وكلاهما تجسس لصالح دول حليفة للولايات المتحدة ولكن العقوبات كانت مهزلة، حبث العقوبات كانت أشد وأكثر قسوة على جوناثان بولارد، أما مايكل شوارتز فلم يعاقب. وطالبت منظمة قدامى المحاربين اليهود بالإفصاح عن المعلومات التي تم تسريبها لللسعودية، وأسماء السعوديين خلف قضية التجسس. وكتب مجموعة من اليهود رسالة للحكومة الأمريكية يستفسرون عن سبب الإفراج على الجاسوس السعودي ويسألون «لماذا جوناثان بولارد يهدد الأمن القومي الأمريكي ولكن مايكل شوارتز لا يعتبر تهديد للأمن القومي.؟» وصرح مورتون كلاين من صحيفة «الصحافة اليهودية» بأنه تحدث إلى جوناثان بولارد في السجن وسأله «لماذا أنا ما زلت في السجن، في حين مايكل شوارتز حر طليق؟.» ووصف أحد الصحفيين بأن المال والبترول السعودي استطاع ان يشتري العدالة والحرية لمايكل شوارتز. وتساءل صحفي إسرائيلي لماذا الحكومة الأمريكية لم تنشر قضية مايكل شوارتز في الإعلام وفي كل مكان مثل قضية جوناثان بولارد.